# NGC 6568
NGC 6568 est un vieil amas ouvert situé dans la constellation du Sagittaire. Il a été découvert par l'astronome germano-britannique William Herschel en 1786.
Selon la classification des amas ouverts de Robert Trumpler, cet amas renferme entre 50 et 100 étoiles (lettre m) dont la concentration est moyennement faible (III) et dont les magnitudes se répartissent sur un petit intervalle (le chiffre 1). Selon le site Lynga consacré au amas ouvert, M21 renferme 50 étoiles.

## Observation
Avec une magnitude visuelle de 12, on peut observer l'amas avec un télescope dont l'ouverture est de 60 à 70 mm ou avec un petit télescope.

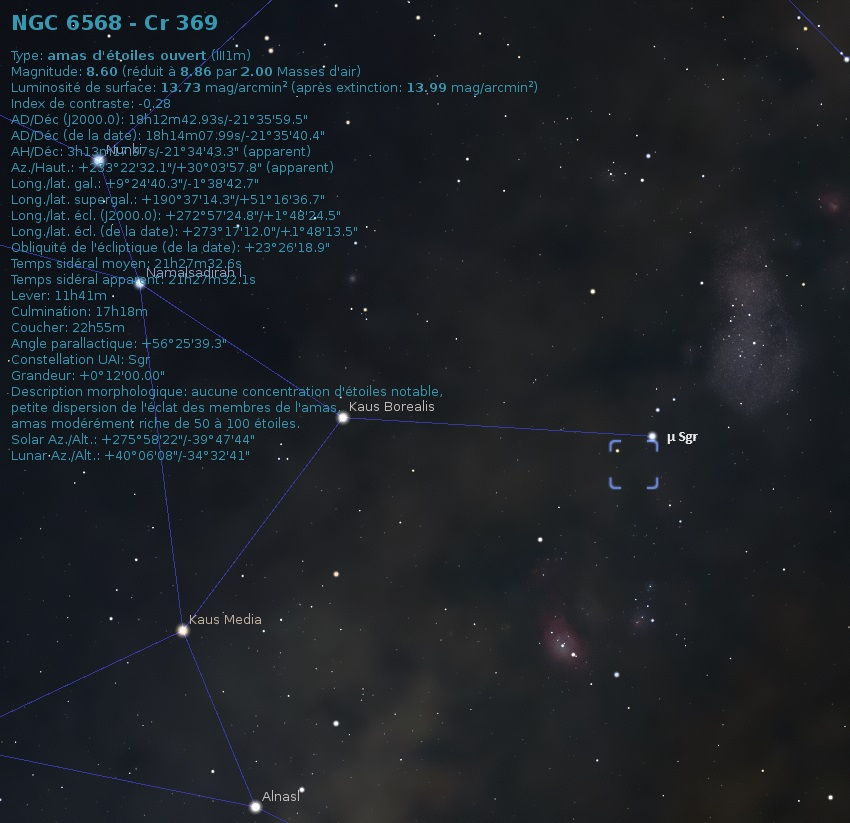
Emplacement de NGC 6568 dans la constellation du Sagittaire.

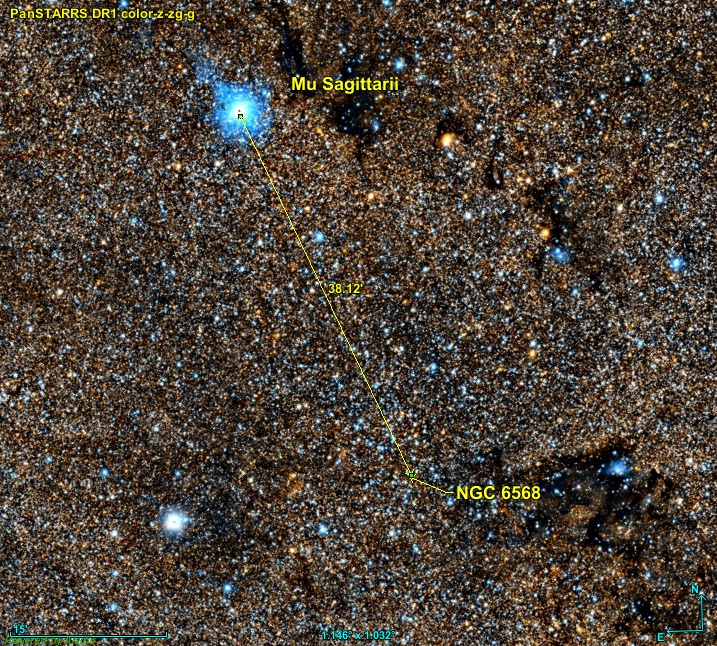
Position de NGC 6568 par rapport à Mu Sagittarii.

NGC 6568 est situé près de l'étoile Mu Sagittarii à environ 38" de celle-ci.

## Caractéristiques
Certaines caractéristiques apparaissent sur la base de données Simbad, mais une publication très récente (2023) basée sur les mesures de la parallaxe par le satellite Gaia a permis une mise à jour importante des données. Les données du « GAIA EARLY DATA RELEASE 3 (GAIA EDR3) » ont également permis aux auteurs (Almeida, Monteiro et Dias) de cette publication d'estimer la masse de 773 amas ouverts, dont celle de NGC 7086 qui est de 784 ± 156 {\displaystyle M_{\odot }}.

### Distance, taille et vitesse
Cet amas est à 1 019 ± 8 pc du système solaire.
Quatre valeurs de la distance sont aussi indiquées sur la base de données Simbad : 1 079,0 pc, 971 ± 45 pc, 961 pc et 1 000 pc. La moyenne et l'écart-type des quatre mesure donnent 978 ± 90 pc (∼3 190 al), ce qui semblable à la distance proposée par Almeida, Monteiro et Dias.
La taille apparente de l'amas est de 12 minutes d'arc, ce qui, compte tenu de la distance 1019 ± 8 pc et grâce à un calcul simple, équivaut à une taille réelle d'environ 11,6 ± 0,1 années-lumière.
Trois vitesses très similaires sont indiquées sur Simbad: −43,88 ± 0,66 km/s, −43,241 ± 0,815 km/s et −43,70 ± 0,42 km/s.

### Métallicité
Simbad rapporte une seule valeur de la métallicité, soit 0,148. Selon Almeida et ses collègues, la métallicité de l'amas est égale à 0,151 ± 0,041. Selon cette valeur, le pourcentage d'éléments lourds (plus lourd que l'hydrogène et l'hélium) de cet amas serait compris entre 129% et 156% (100,151 ± 0,041) de celui du Soleil.

### Âge
Webda indiquent un âge de 513 millions d'années (log10=8,71) ce qui est nettement inférieur au 778 millions d'années préconisé par Almeida. 
Selon un article publié en 2022, son âge est  du même ordre de grandeur que celui proposé par Almeida,  mais nettement moins grand que les deux valeurs mentionnées ci-dessus. Deux valeurs venant de deux articles plus anciens (2020) sont indiquées, soit 525+136
−108 Ma (108,72 ± 0,10) et 871 Ma (108,94), mais la valeur retenue dans cet article est de 339+52
−44 Ma (108,53 ± 0,06).

## Étoiles
Selon un article publié en 2022, il existe 196 étoiles dont la probabilité d'appartenir à l'amas est supérieure à 90% et la masse de l'amas est de 283 ± 14 {\displaystyle M_{\odot }}.
Simbad montre un bouton nommé Children. En cliquant sur ce bouton, on atteint une section de cette base de données qui renferme un tableau contenant 284 entrées pour NGC 6568. Cependant, des étoiles (les Children) peuvent apparaître plusieurs fois dans la deuxième colonne du tableau, d'où le nombre de liens bibliographiques qui est supérieure au nombre d'étoiles. La quatrième colonne de ce tableau indique la probabilité que l'étoile appartienne à l'amas. En cliquant sur le titre de cette colonne, on peut classer la probabilité par ordre croissant ou décroissant. En cliquant sur la désignation de l'étoile, on atteint la page de Simbad qui résume ses propriétés.